# Nae sarang
Nae sarang (hangŭl: 내 사랑; titolo internazionale My Love, anche conosciuto come Love, First) è un film sudcoreano del 2007, diretto da Lee Han.

## Trama
Tre coppie e un uomo single sperimentano il miracolo dell'amore durante le vacanze di Natale: la giovane Joo-won, incline a sognare ad occhi aperti e fare voli di fantasia, ha una relazione con il conducente della metropolitana Se-jin; la studentessa universitaria So-hyeon s'innamora del compagno di studi Ji-woo e gli chiede di farla diventare una forte bevitrice, nonostante non regga l'alcol; la donna in carriera Soo-jeong è attratta dal padre vedovo Jeong-seok, che però la respinge; l'attivista Jin-man torna a Seul sperando d'incontrare l'ex fidanzata.